# Mori el Merma
Mori el Merma va ser un espectacle teatral molt innovador realitzat per la Companyia de Teatre La Claca, amb decorats, màscares i titelles sorgits del món de Joan Miró, que ell mateix va supervisar i pintar. La dramatització de l'espectacle, que utilitzava també un llenguatge clarament mironià, s'inspirava en l'Ubu roi d'Alfred Jarry. Mori el Merma es va estrenar el 1978 al Teatre Principal de Palma i, posteriorment, al Gran Teatre del Liceu de Barcelona.

## Autors: La Claca i Joan Miró

### Joan Miró
Joan Miró va mostrar interès diverses vegades al llarg de tota la seva carrera per la figura d'Ubu. Es conserven desenes de dibuixos, escultures i fins a tres llibres d'artista: Ubu Roi (1966), Ubu aux Baléares (1971) o L'enfance d'Ubu (1975). Miró era un apassionat del teatre. Va col·laborar amb diverses companyies dissenyant vestuaris, cartells i personatges per a obres de teatre i dansa.
| «                   | El teatre es fa i no queda res, això és fascinant. L'obra d'art pot desaparèixer, això no importa però ha d'haver deixat les seves llavors a terra | » |
| — Joan Miró i Ferrà | |   |

### La Claca
La Companyia de Teatre La Claca va ser creada per Joan Baixas i Teresa Calafell, parella d'extraordinaris titellaires que, amb el nom de Putxinel·lis Claca, atresorava una llarga trajectòria d'èxits en festivals internacionals. Per a poder tirar endavant l'ambiciós projecte teatral de gran format del Mori el Merma van haver de buscar col·laboracions diverses. Els primers membres incorporats a la companyia a l'etapa 1975 - 1979 van ser Gloria Rognoni, Andreu Rabal, Piti Espanyol, Jaume Sorribas, Xata Estrada, Jordi Jané, Quel Doblas, Quico Bofill, Antonia Pintat, Pep Parés, Dominique de Caqueray, Abdó Terrades. També van comptar amb les col·laboracions de Rafael Subirachs, fent veus d'alguns dels personatges i sonoritzant l'escenari; Josep Maria Baixas (escenografia), Oriol Regàs (producció), Pepo Sol i Paulette Kodabandeh (distribució internacional) i Cees Mulderij (filmació).
El 1979 hi hagué una refundació del grup per a fer possibles una colla de representacions per ciutats catalanes i espanyoles i, molt especialment, per a la gira de Mori el Merma per Austràlia (Hobart, Melbourne, Adelaida, Sidney i Canberra) el març de 1980. El nou grup, novament dirigit per Joan Baixas i Teresa Calafell, el formaven: Marta Serra, Montse Calmet, Antonio Moreno, Pep Santacana, Antoni Serra, Óscar Olavarría, Antonio Fernandez i Jabier Ucar. El 1981 es va presentar una versió reduïda del muntatge als festivals de Charleston i Baltimore, als Estats Units, formant part d'un recull antològic dels Putxinel·lis Claca.

## Història

### Preparació
El 1975 Miró va contactar amb el Grup de Teatre La Claca per proposar-los un espectacle teatral experimental, basant-se en la idea d'un espectacle complet. El grup va estar uns mesos preparant i dissenyant els personatges, que finalment van construir amb materials ben diversos, acabant-los tots en color blanc, tal com si fossin teles a l'espera del pintor. Per al personatge d'Ubu, Miró va fer una sèrie de dibuixos i fins a tres carpetes de litografies prèvies.
El març de 1977 Miró va pintar els decorats i els titelles al taller de La Claca a Sant Esteve de Palautordera. Francesc Català-Roca documentà tot el procés amb fotografies, conservades actualment a l'arxiu fotogràfic de l'Arxiu Històric del Col·legi d'Arquitectes de Catalunya.

### Estrena i gira
L'obra es va estrenar al Teatre Principal de Palma i més endavant al Gran Teatre del Liceu de Barcelona. Posteriorment es va representar a diverses ciutats del món: Al Centre Georges Pompidou de París, als Riverside Studios de Londres, a la Fundació Maeght de Sant Pau de Vença i, en una segona etapa, al Sidney Opera House d'Austràlia i diverses ciutats australianes. L'espectacle també es va poder veure a ciutats catalanes i de l'estat espanyol (València, Alacant, Manresa, Igualada, Sitges, Vic, Terrassa, Valls…), acabant amb una estada a la madrilenya Sala Olimpia.

### Exposició a Alacant
L'any 1980 la companyia la Claca va desmuntar l'obra. Una part dels materials i elements utilitzats es van conservar a la Fundació Joan Miró de Barcelona, i l'altra es va posar a la venda. L'artista Eusebio Sempere va realitzar diverses gestions i finalment va ser la Diputació d'Alacant qui va comprar aquestes peces amb l'objectiu d'ampliar la seva col·lecció d'art del segle xx. Els objectes es van exposar inicialment al Museu de l'Assegurada el mateix 1980 i durant 14 mesos, tot i les crítiques del mateix artista pel que fa al sistema expositiu. Posteriorment, els materials es van emmagatzemar.
El 2015 es va realitzar una exposició commemorativa al Museu d'Art Contemporani d'Alacant, coorganitzada pel Consorci de Museus de la Comunitat Valenciana, l'Ajuntament i la Diputació d'Alacant, comissariada per Rosa Maria Castells. Els ninots, les màscares i la resta de material escènic van ser restaurats per l'empresa Culturarts IVC+R. L'exposició va mostrar, per primera vegada des de 1980, un total de 25 peces que conformaven 7 personatges complets, disposats en una museografia que imita un espai escènic. També es van mostrar un seguit de peces documentals amb l'objectiu de contextualitzar l'obra. L'exposició va tenir lloc entre el 8 de febrer i el 17 de maig del 2015.

## L'espectacle

### Personatges
L'obra portava a escena una colla de personatges caòtics i decadents, que representaven la imatge d'un país on encara cuejava la dictadura franquista. El personatge principal, el Merma, s'inspirava en la figura d'Ubu, imatge dels dictadors que van sacsejar Europa durant el segle xx. El muntatge de Mori el Merma tenia 11 personatges en escena. Sis dels quals formaven part del grup dels poderosos: El Merma, la seva cort, la seva dona, un cavall i tres ministres. Per l'altre costat, cinc fures representaven al poble, oprimit i enfadat.
- El Merma: El personatge va transcendir l'obra i es va fer servir posteriorment tant dins com fora dels escenaris: Estrena del tren RER (París, 1979), Arc de Triomf (París, 1979), Passeig per la Barceloneta (Barcelona, 1979), Matx de Mermes (Barcelona, 1990), Merma rides again (Nova York, 1981), Mermanomormai (Londres, 2006), Al foc el merma!! (Palma, 2008) i El retorn de la vídua (Alacant, 2015).[4]
- La Dona
- Els Ujieres
- Cap de Gos
- Cebolleta
- Carbassa
- El Majordom
- Les màscares
- El Cavall
- El Gos

### Escenes
Llista d'escenes
1. Despertar
2. Muntatge de la cort
3. L'espera
4. Cerimònia i coronació
5. Escena de les màscares
6. La tortura
7. Escena d'amor
8. Mori el Merma!
9. El Cavall
10. Desfilada, discurs i mort
11. L'enterrament

### Guió
El guió es va crear de manera col·lectiva, fruit de la improvisació escènica i de desenes d'assajos. Durant el procés de creació no es va redactar cap text concret, per facilitar els canvis i la improvisació en escena, i poder adaptar-se als espais on fos representat. L'espectacle no tenia un desenvolupament narratiu convencional. Es tractava d'un seguit d'escenes que culminaven en el darrer dia de vida del dictador Merma. Tot es desenvolupava a un ritme frenètic a l'escenari, amb moments d'histèria absoluta, contrastats amb d'altres del silenci més absolut.

## Anàlisi
L'obra representa una de les principals incursions mironianes en el món teatral. Analitza la figura del dictador d'una manera irònica, destacant especialment la corrupció i el despotisme.
| «                   | Franco és l'encarnació de les tenebres, la mà de ferro de l'Espanya més negra, la força sinistra que sembra de sal els territoris on ha de créixer la llibertat | » |
| — Joan Miró i Ferrà | |   |